# 329
Правління Костянтина Великого у Римській імперії. У Китаї правління династії Цзінь. В Індії починається період імперії Гуптів. В Японії триває період Ямато. У Персії править династія Сассанідів.
На території лісостепової України Черняхівська культура. У Північному Причорномор'ї готи й сармати.

## Народились
- Василій Великий
- Григорій Богослов (дата приблизна)